# سام وليامز (صحفي)
سام وليامز (بالإنجليزية: Sam Williams)‏ هو صحفي أمريكي، ولد في 1969.